# Lokvata, Kiustendil
Lokvata (în bulgară Локвата) este un sat în comuna Bobov Dol, regiunea Kiustendil,  Bulgaria. 

## Demografie
Componența etnică a satului Lokvata
     Bulgari (100%)
     Nicio identificare (0%)
     Altele (0%)
La recensământul din 2011, populația satului Lokvata era de 8 locuitori. Din punct de vedere etnic, toți locuitorii erau bulgari.